# Scoop (série télévisée)
Pour les articles homonymes, voir Scoop.
Scoop est une série télévisée québécoise en 52 épisodes de 45 minutes, créée par Fabienne Larouche et Réjean Tremblay et diffusée du 8 janvier 1992 au 6 avril 1995 à la Télévision de Radio-Canada.

## Synopsis
Scoop se déroule dans l'univers d'un grand quotidien montréalais, L'Express. On y suit les activités des différentes personnes qui participent à l'élaboration des nouvelles, soient les journalistes et les personnalités du moment. Il y a notamment l'ambitieuse journaliste Stéphanie Rousseau (Macha Grenon), fille du propriétaire du quotidien (Claude Léveillée), le chef de pupitre Lionel Rivard (Rémy Girard), l'ambitieux journaliste Michel Gagné (Roy Dupuis), le journaliste maladroit Richard Fortin (Martin Drainville) et la présidente du syndicat des travailleurs Léonne Vigneault (Francine Ruel). 

## Fiche technique
- Réalisation : George Mihalka (saisons 1 et 2), Pierre Houle (saisons 2, 3, 4), Johanne Prégent (saison 3), Alain Chartrand (saison 4)
- Scénario : Réjean Tremblay et Fabienne Larouche
- Musique : Claude Léveillée
- Société de production : Productions SDA

## Distribution
- Macha Grenon : Stéphanie Rousseau
- Roy Dupuis : Michel Gagné
- Rémy Girard : Lionel Rivard
- Francine Ruel : Léonne Vigneault
- Martin Drainville : Richard « Tintin » Fortin
- Raymond Bouchard : Paul Vézina
- Michel Barette : Serge Vandal
- Claude Léveillée : Émile Rousseau
- Andrée Lachapelle : Yolande Rousseau
- René Gagnon : François Dumoulin
- Paul Savoie : Claude Dubé
- Charlotte Laurier : Gabriella Salvatore
- Sophie Lorain : Manon Berthiaume
- Germain Houde : Rémi Chagnon
- France Castel : Louise Duguay
- Micheline Lanctôt : Alice Simard
- Raymond Cloutier : Julien Bolduc
- Denis Mercier : Gilles Bernard
- Pierre Powers : Roméo Vachon
- Robert J.A. Paquette : Gaston
- Fabien Dupuis : Manuel Girard (Manou)
- Joëlle Morin: Alexandra Viau-Dumoulin
- Yvan Canuel : Albert Touchette
- Yves Soutière : Philippe Charlebois
- Genevieve Angers : Isabelle Girard
- André Lacoste : Normand Marchand
- Louise Marleau : Justine Lalonde
- Anthony Robinow : Carl Hextall
- Jean Harvey : Louis Rousseau (saisons 1 et 2)
- Michel Poirier : Louis Rousseau (saisons 3 et 4)
- Catherine Colvey: Maureen Foster
- Deano Clavet : Jimmy Fontaine
- Denise Gagnon : mère de Jimmy
- Denis Bouchard : Ange-Albert
- Julien Poulin : Jean-Paul Hamel
- Diane Robitaille : Caroline
- Marie-Chantal Labelle : Dominique Bolduc
- Normand Chouinard : André Dupras (saisons 2 et 3)
- Robert Lalonde : André Dupras (saison 4)
- Marie-Josée Caya : Sylvie Vézina
- Luc Picard : Bert
- Judith Bérard : Christine Cartier
- Danielle Godin : Marielle Gosselin
- Fanny Mallette : Anne-Marie
- Gilles Cloutier : Vincent Gilbert
- Denis Bernard : Gustave Malouin
- Gabrielle Mathieu : Rachel Malouin
- Gabriel Duchesneau : Sébastien Malouin
- Aubert Pallascio : Wilfrid Thibault
- Sophie Clément : Jeanine Thibault
- Fanny Lauzier : Laura Thibault
- Julie Du Page : Sophie-Carla
- Plume Latraverse : l'itinérant
- Michel Rivard : Harold Nicolas
- René Richard Cyr : Elvis Dussault
- Pierre Rivard : Roger Lacroix
- Daniel Pilon : Maurice Dion
- Jean-René Ouellet : maire Guimond
- Pierre Valcour : premier Ministre Connelly
- Manuel Aranguiz : Enrique Lopez
- Donald Pilon : Romuald Simonneau
- Jean-Marie Lapointe : Guy Larouche
- Sophie Prégent : Jennifer
- Guy Nadon : Robert Gendron
- Jean-Guy Moreau : Claude Prince
- Jacques Godin : Laurier Grégoire
- Benoît Girard : Mario Bousquet
- Rita Lafontaine : Esther Godin
- Roc LaFortune : ravisseur
- Jacques Lavallée : Roger Boulanger
- Mario Saint-Amand : Robert Johnson
- Denise Filiatrault : mère de Manon
- Danielle Proulx : Diane Cardinal
- Guy Thauvette : inspecteur Poitras
- Philippe Cousineau : inspecteur Tremblay
- Widemir Normil : policier Vernod Avril
- Vincent Bilodeau : policier
- Dorothée Berryman : Dre Ouimet
- Serge Postigo : Martin Bolduc
- Pierre Chagnon : Bruno Sanderson
- Ron Fournier : Bernier (entraîneur des castors)
- Jacques Desrosiers : juge Simon Gingras
- Nathalie Breuer : Virginie
- Marc Favreau : Petit-Jean
- Jacques Tourangeau : René
- Lynne Adams : Joe
- Denis Levasseur : Maisonneuve
- Robert Maltais : Tétrault
- Robert Toupin : Stéphane Marcotte (1995)
- Andrée Champagne : Maude
- René Caron
- Pierre Gobeil
- Pierre Létourneau : acolyte de Dumoulin
- Marcel Sabourin : Jean-Claude Michaud
- Claude Lemieux : M. Lirette (saison 4)
- Jacques Lussier : Jean-Marc

## Épisodes

### Première saison (1992)
1. Un ministre honorable
2. Scandale à Ottawa
3. La Décision finale
4. Jeunes en détresse
5. Ça vaut mille mots
6. Nouvelles directions
7. Leçons de vie : Nouvellement embauché, Paul Vézina décide d'envoyer en préretraite plusieurs dizaines de personnes pour sauver le journal de la faillite. Sa décision provoque différents conflits avec le personnel.
8. Fraude et amour : Léonne Vignault apprend que son mari a détourné une grosse somme pour entretenir une femme plus jeune, laquelle lui a donné un enfant. Les deux se séparent, et Léone fuit ses soucis en travaillant. Michel Gagné accompagne une jeune chanteuse prometteuse en Ontario et, à la suite d'une altercation avec des Ontariens qui détestent les Québécois, il en vient à se battre. La chanteuse le remercie chaleureusement, et son gérant en profite pour remettre, plus tard, une photo de Gagné et de la chanteuse à un journaliste à potins, ce qui provoque un conflit avec Stéphanie Rousseau.
9. Tiers-monde chez nous : François Dumoulin, violemment battu par des jeunes voyous lors de l'épisode précédent, s'intéresse à la vie des itinérants à Montréal. Stéphanie Rousseau et Michel Gagné se concentrent sur la vie d'un immigrant condamné à retourner chez lui, au Salvador. Leur proximité les incite à se parler durement.
10. Condamné à mort : Un immigrant illégal est poursuivi par des policiers de la GRC dans le but de le renvoyer dans son pays natal, le Salvador.
11. Mise en échec vicieuse : Un immigrant illégal, dont le cas a fait manchette, est autorisé à demeurer au pays. Stéphanie est enceinte et se demande si elle va garder son enfant. La fille de Dumoulin est blessée par une bouteille cassée et son père se rend compte combien elle compte pour lui. Gabriella subit un harcèlement sexuel dans le vestiaire des joueurs de hockey professionnel, ce qui provoque des remous à la direction du journal et auprès dupropriétaire du club. L'agitation médiatique à son propos incite Gabriella à se rapprocher de Richard Fortin. Ce dernier, pour des raisons financières, est mis à pied avant la fin de sa période de probation.
12. Vrais enjeux : Le départ de Richard Fortin provoque différentes réactions dans son entourage. Le propriétaire du club de hockey professionnel s'excuse publiquement auprès de Gabriella. Stéphanie apprend à sa mère qu'elle est enceinte et qu'elle très amoureuse de Michel Gagné. Ce dernier apprend qu'il sera bientôt mis à la porte. Gabriella déclare son amour à Richard Fortin. Stéphanie enquête sur des achats de terrain contaminé par son père, un homme d'affaires milliardaire. Léonne obtient un mandat de grève de la part des employés du journal. Après des pourparlers orageux avec Paul Vézina, éditeur du journal, elle décide de la déclencher.
13. Nouveaux défis : La grève à L'Express provoque différents conflits entre la direction et les employés. Michel Gagné reçoit des propositions d'emplois. Gabriella se fiance à Richard Fortin. Stéphanie découvre que son père a des projets de développements énergétiques sur des terrains contaminés dans l'est de l'île de Montréal. Des journalistes en grève s'entendent pour publier un journal pendant que L'Express est fermé. Lorsqu'une nouvelle éditrice en chef prend le poste de Paul Vézina, la grève se termine. Stéphanie annonce publiquement qu'elle est enceinte.

### Deuxième saison (1993)
1. Les nouveaux pouvoirs
2. Trafic d'influence
3. Le cœur à ses raisons
4. Lignes à haute tension
5. Héritage du passé
6. Tenue de combat
7. Réorientation express
8. Tribulations journalistiques
9. Révélations explosives
10. Deux reportages à la une
11. Découverte subversive
12. La vérité rebondit
13. La grande aventure

## Récompenses
- 1993 : Prix Gémeaux de la meilleure série dramatique pour Scoop II
- 1995 : Prix Gémeaux de la meilleure série dramatique pour Scoop IV